# سجن ليفورتوفو
55°45′40″N 37°42′22″E / 55.7611407°N 37.7062039°E
سجن ليفورتوفو (بالروسية: Лефортовская тюрьма)‏ هو سجن يقع في منطقة ليفورتوفو [الإنجليزية] في موسكو عاصمة روسيا الاتحادية. يُدار السجن مُنذ سنة 2005 على يد وزارة العدل الروسية، ويرجع تاريخ بناءه إلى سنة 1881، وقد سُمي آنذاك بهذا الاسم نسبة إلى الأدميرال فرانز ليفورت [الإنجليزية]، الشريك المُقرب للقيصر بطرس الأكبر.
خلال فترة التطهير الكبير، استخدمت المفوضية الشعبية للشؤون الداخلية السجن في استجواب المُعتقلين وتعذيبهم. عُرف سجن ليفورتوفو بسُمعته السيئة خُصوصا في حقبة الاتحاد السوفيتي، حيث استخدمه جهاز لجنة أمن الدولة في احتجاز السجناء السياسيين والتحقيق معهم. في سنة 1994، تولت وزارة الشؤون الداخلية الروسية إدارة السجن. بينما في الفترة من 1996 إلى 2005، تولى جهاز الأمن الفيدرالي الروسي تسيير السجن وإدارته. يُشاع بأن ظروف الاحتجاز داخل السجن صارمة، كما أنه يُسمح للمُحامين فقط بزيارة المُحتجزين، إضافة إلى أن الرسائل التي تصل إلى السجناء تتطلع عليها إدارة السجن أولا.

## سجناء بارزون
- عدة أعضاء من مُدبري محاولة الانقلاب السوفيتية 1991.
- فرود بيرغ - جاسوس نرويجي.[3]
- سفيتلانا دافيدوفا [الروسية].
- نيكولاي جلوشكوف.
- ألكساندر ليتفينينكو.
- ماتياس روست، طيار ألماني هبط بطائرة سيسنا 172 بالقُرب من الميدان الأحمر سنة 1987.
- ناتان شارانسكي.
- سيرغي سكريبال.[4]
- ألكسندر سولجنيتسين.
- إيغور سوتياجين.
- جون كريستيان تيرات [الفرنسية]، صحفي فرنسي كان مُؤيدا للالتزام باتفاقية هلسنكي.
- راؤول فالنبرغ
- لينا كودينا، زوجة سيرغي بروكوفييف.
- هيلموت فايدلينغ، جنرال ألماني.